# Baron Maltravers
Baron Maltravers (auch Mautravers) ist ein erblicher britischer Adelstitel in der Peerage of England.

## Verleihung
Der Titel wurde am 25. Januar 1330 als Barony by writ  für John Maltravers geschaffen, indem dieser per Writ of Summons ins königliche Parlament berufen wurde.
Als er am 16. Februar 1364 starb, fiel der Titel in Abeyance zwischen seinen Enkelinnen Joan und Eleanor. Als Joan um 1383 ohne Nachkommen starb, fiel der Titel nach heutiger Rechtsauffassung Eleanor als 2. Baroness Maltravers zu, obgleich sie den Titel wohl nicht offiziell führte. Bei ihrem Tod 1405 fiel der Titel an ihren Enkel John FitzAlan, 3. Baron Arundel. Er hatte schon 1390 von seinem Vater den Titel 3. Baron Arundel geerbt und erbte 1415 den Titel 13. Earl of Arundel.
Dem 20. Earl of Arundel wurden 1589 wegen Hochverrats alle seine Titel aberkannt. Sie wurden 1604 für seinen Sohn, als 21. Earl of Arundel und 11. Baron Maltravers, wiederhergestellt. Ebenso 1604 zu seinen Gunsten wiederhergestellt wurden die Titel 4. Earl of Surrey, 14. Baron Mowbray, 15. Baron Segrave, die 1579 seinem Großvater Thomas Howard, 4. Duke of Norfolk aberkannt worden waren. Für dessen Sohn wurde 1660 auch der Titel 5. Duke of Norfolk wiederhergestellt. Die genannten Titel sind bis heute nachgeordnete Titel des Duke of Norfolk. Der älteste Sohn des voraussichtlichen Titelerben (Heir apparent) des amtierenden Dukes führt als dessen Heir apperent den Höflichkeitstitel Lord Maltravers.

## Liste der Barone Maltravers (1330)
- John Maltravers, 1. Baron Maltravers (um 1290–1364) (Titel abeyant 1364)
- Eleanor Maltravers, de iure 2. Baroness Maltravers (um 1345–1405) (Abeyance beendet um 1383)
- John FitzAlan, 13. Earl of Arundel, 3. Baron Maltravers (1385–1421)
- John FitzAlan, 14. Earl of Arundel, 4. Baron Maltravers (1408–1435)
- Humphrey FitzAlan, 15. Earl of Arundel, 5. Baron Maltravers (1429–1438)
- William FitzAlan, 16. Earl of Arundel, 6. Baron Maltravers (1417–1487)
- Thomas FitzAlan, 17. Earl of Arundel, 7. Baron Maltravers (1450–1524) (folgte bereits 1482 durch Writ of Acceleration als Baron Maltravers)
- William FitzAlan, 18. Earl of Arundel, 8. Baron Maltravers (1476–1544)
- Henry FitzAlan, 19. Earl of Arundel, 9. Baron Maltravers (1512–1580) (folgte bereits 1533 durch Writ of Acceleration als Baron Maltravers)
- Philip Howard, 20. Earl of Arundel, 10. Baron Maltravers (1557–1595) (Titel verwirkt 1589)
- Thomas Howard, 21. Earl of Arundel, 11. Baron Maltravers (1585–1646) (Titel wiederhergestellt 1604)
- Henry Howard, 22. Earl of Arundel, 12. Baron Maltravers (1608–1652)
- Thomas Howard, 5. Duke of Norfolk, 13. Baron Maltravers (1628–1677)
- Henry Howard, 6. Duke of Norfolk, 14. Baron Maltravers (1628–1684)
- Henry Howard, 7. Duke of Norfolk, 15. Baron Maltravers (1655–1701)
- Thomas Howard, 8. Duke of Norfolk, 16. Baron Maltravers (1683–1732)
- Edward Howard, 9. Duke of Norfolk, 17. Baron Maltravers (1685–1777)
- Charles Howard, 10. Duke of Norfolk, 18. Baron Maltravers (1720–1786)
- Charles Howard, 11. Duke of Norfolk, 19. Baron Maltravers (1746–1815)
- Bernard Fitzalan-Howard, 12. Duke of Norfolk, 20. Baron Maltravers (1765–1842)
- Henry Fitzalan-Howard, 13. Duke of Norfolk, 21. Baron Maltravers (1791–1856) (folgte bereits 1841 durch Writ of Acceleration als Baron Maltravers)
- Henry Fitzalan-Howard, 14. Duke of Norfolk, 22. Baron Maltravers (1815–1860)
- Henry Fitzalan-Howard, 15. Duke of Norfolk, 23. Baron Maltravers (1847–1917)
- Bernard Fitzalan-Howard, 16. Duke of Norfolk, 24. Baron Maltravers (1908–1975)
- Miles Fitzalan-Howard, 17. Duke of Norfolk, 25. Baron Maltravers (1915–2002)
- Edward Fitzalan-Howard, 18. Duke of Norfolk, 26. Baron Maltravers (* 1956)

Derzeitiger Titelerbe (Heir apparent) ist der Sohn des aktuellen Titelinhabers Henry Fitzalan-Howard, Earl of Arundel (* 1987).